# Уолфиш Бей
Валвис Бей (на африкаанс: Walvisbaai, Заливът на китовете) е пристанищен град на Намибия разположен на атлантическото крайбрежие южно от Свакопмунд.

## Описание
Заливът е бил убежище за морски съдове заради дълбочината си позволяваща тяхното акостиране. Той е защитен от пясъчната коса Pelican Point. Водите на океана тук са богати на планктон и морски обитатели, а също така е обитаван и много китове. Естествените природни богатства привлечат и множество китоловни и риболовни кораби. Поради тази причина основаното селище е наречено Walvis Bay – Заливът на китовете. Колонистите оценяват местоположението на пристанището като ценен порт по пътя към Индия преди да бъде заобиколен нос Добра Надежда. Това обяснява и сложния политически статут на Валвис Бей през годините.
Градът е разположен в близост до река Куисеб. Делтата ѝ лежи в края на Транс Намиб и главен път B2 свързващи го с Виндхук.
Градът с неговия залив и големи пясъчни дюни е център на туристическа дейност в Намибия. Други от атракциите му са изкуствения птичи остров – център за събиране на гуано, пясъчните дюни и най-вече Дюна №7, която е най-голямата в света пясъчна дюна, добивът на морска сол, птичото разнообразие и музея. В градът се намира стадиона Куисебмунд, дом на два футболни отбора от висшата лига на страната.

## История
Пръв португалският мореплавател Бартоломеу Диаш е акостирал тук на 8 декември 1487 г. с кораба си „Сао Cristóvão“ в хода на експедицията си до нос Добра надежда. Той нарича залива с името „O Golfo de Santa Maria da Conceição“. След 1840 г. района се е развивал с бавни икономически темпове до момента, в който Великобритания не го анексира заедно с малка територия около него и го присъединява към Капската колония. Целта е да се предотврати немските амбицие към района и осигуряването на безопасно преминаване на британските кораби около нос Добра надежда. През 1910 г. района става част от новосформирания Южноафрикански съюз. Въпреки това възниква териториален спор с Германия. В крайна сметка това се урежда през 1911 г. и на анклава е отредена площ от 1124 km2.
През Първата световна война германската армия превзема анклава, но много бързо след това през 1915 г. южноафриканската армия си го връща обратно. Заедно с това ЮАС окупира и цяла Германска Югозападна Африка и създава Югозападна Африка управлявана от Лигата на нациите. През 1921 г. с решение на южноафриканския парламент през 1922 г. територията на Валвис Бей бива предадена на Югозападна Африка.
През 1971 г. противно на очакванията за предоставяне на независимост на Югозападна Африка ЮАР възстановява предишното статукво на територията, която влиза в състава на Капската провинция. През 1977 г., в опит да се предотврати евентуално враждебно настроение от страна на нелегалната тогава партия СУАПО възстановава управлението на територията пряко от Югозападна Африка. През 1978 г. Съветът за сигурност на ООН провежда двустранни преговори между Южна Африка и бъдещата Намибия за решаване на политическия статут на Уолфиш Бей.

## Побратимени градове
- Виндхук, Намибия от 8 октомври 2002 г.